# HC El Toro Ves Touškov
HC El Toro Ves Touškov (celým názvem: Hockey Club El Toro Ves Touškov) byl český klub ledního hokeje, který sídlil v obci Ves Touškov v Plzeňském kraji. Svůj poslední název nesl od roku 2015. Zanikl v roce 2018. V letech 2010–2018 působil v Plzeňské krajské soutěži – sk. A, páté české nejvyšší soutěži ledního hokeje. Klubové barvy byly tmavě modrá, černá a bílá.
Své domácí zápasy odehrával v Plzni v tamější tréninkové hale s kapacitou 200 diváků.

## Historické názvy
- TJ Sokol Ves Touškov (Tělovýchovná jednota Sokol Ves Touškov)
- 2015 – HC El Toro Ves Touškov (Hockey Club El Toro Ves Touškov)

## Přehled ligové účasti
Stručný přehled
Zdroj:
- 1992–1993: Krajský přebor regionální I. třídy – Západní Čechy (sk. A) (4. ligová úroveň v Československu)
- 2010–2018: Plzeňská krajská soutěž – sk. A (5. ligová úroveň v České republice)

Jednotlivé ročníky
Zdroj:
Legenda: ZČ - základní část, červené podbarvení - sestup, zelené podbarvení - postup, fialové podbarvení - reorganizace, změna skupiny či soutěže
| Československo (1992 – 1993) |                                                            |           |          |                                       |          |
| Sezóny                       | Soutěž                                                     | Úroveň    | ZČ       | Play-off, nadstavba, sk. o udržení... | Poznámky |
| 1992/93                      | Krajský přebor regionální I. třídy – Západní Čechy (sk. A) | 4. úroveň | ?. místo |                                       |          |
| Česko (1993 – 2018)          |                                                            |           |          |                                       |          |
| Sezóny                       | Soutěž                                                     | Úroveň    | ZČ       | Play-off, nadstavba, sk. o udržení... | Poznámky |
| ...                          |                                                            |           |          |                                       |          |
| 2010/11                      | Plzeňská krajská soutěž – sk. A                            | 5. úroveň | 1. místo |                                       |          |
| 2011/12                      | Plzeňská krajská soutěž – sk. A                            | 5. úroveň | 2. místo | Zápas o 3. místo (neodehráno)         |          |
| 2012/13                      | Plzeňská krajská soutěž – sk. A                            | 5. úroveň | 5. místo | Vítěz                                 |          |
| 2013/14                      | Plzeňská krajská soutěž – sk. A                            | 5. úroveň | 7. místo | Semifinále                            |          |
| 2014/15                      | Plzeňská krajská soutěž – sk. A                            | 5. úroveň | 2. místo | Finále                                |          |
| 2015/16                      | Plzeňská krajská soutěž – sk. A                            | 5. úroveň | 7. místo | Čtvrtfinále                           |          |
| 2016/17                      | Plzeňská krajská soutěž – sk. A                            | 5. úroveň | 8. místo | Čtvrtfinále                           |          |
| 2017/18                      | Plzeňská krajská soutěž – sk. A                            | 5. úroveň | 9. místo |                                       |          |